# Krzysztof Skiba
Krzysztof Mieczysław Skiba (ur. 7 lipca 1964 w Gdańsku) – polski muzyk, autor tekstów, satyryk, publicysta, aktor, konferansjer, artysta rozrywkowy, felietonista, autor happeningów, wokalista rockowy, a także dziennikarz radiowo-telewizyjny. Członek zespołu Big Cyc.
Znany z satyrycznego komentowania bieżącej sytuacji społecznej i politycznej w Polsce. Dzieli się swymi spostrzeżeniami zarówno w tekstach piosenek nagrywanych przez zespół Big Cyc, jak też w felietonach publikowanych w ogólnopolskiej prasie, wpisach prezentowanych w mediach społecznościowych oraz w wywiadach udzielanych dziennikarzom.

## Życiorys
Jest synem Albiny i Franciszka Skibów. W młodości trenował judo oraz występował przez trzy sezony w charakterze modela w pokazach mody szkolnej na Jarmarku Dominikańskim. W wieku 14 lat założył swój pierwszy kabaret Tapeta, z którym brał udział w kilku ogólnopolskich festiwalach, m.in. na Inowrocławskich Spotkaniach Artystycznych, gdzie zdobyli nagrodę publiczności. Ukończył I Liceum Ogólnokształcące im. Mikołaja Kopernika w Gdańsku, gdzie wraz z kolegami wydawał gazetkę szkolną „Gilotyna”. Po wprowadzeniu stanu wojennego kontynuowali wydawanie pisma, ale pod nazwą „Podaj Dalej”.
W latach 80. był współzałożycielem Ruchu Społeczeństwa Alternatywnego (RSA) i publikował w wydawanym przez organizację czasopiśmie „Homek”. W tym czasie należał też do Ruchu „Wolność i Pokój” (WiP) i pisał w wydawanej przez nich „A Capelli”, a także zagrał epizodyczne role w filmach Zbigniewa Kuźmińskiego: Republika Ostrowska (1983) i Co dzień bliżej nieba (1985). 16 sierpnia 1985, podczas Festiwalu w Jarocinie, został zatrzymany przez Milicję Obywatelską po rozrzuceniu antypaństwowych ulotek. Został aresztowany na trzy miesiące, po których opuścił zakład karny na mocy tzw. małej amnestii Jana Dobraczyńskiego (dla więźniów politycznych, którzy zostali pierwszy raz zatrzymani).

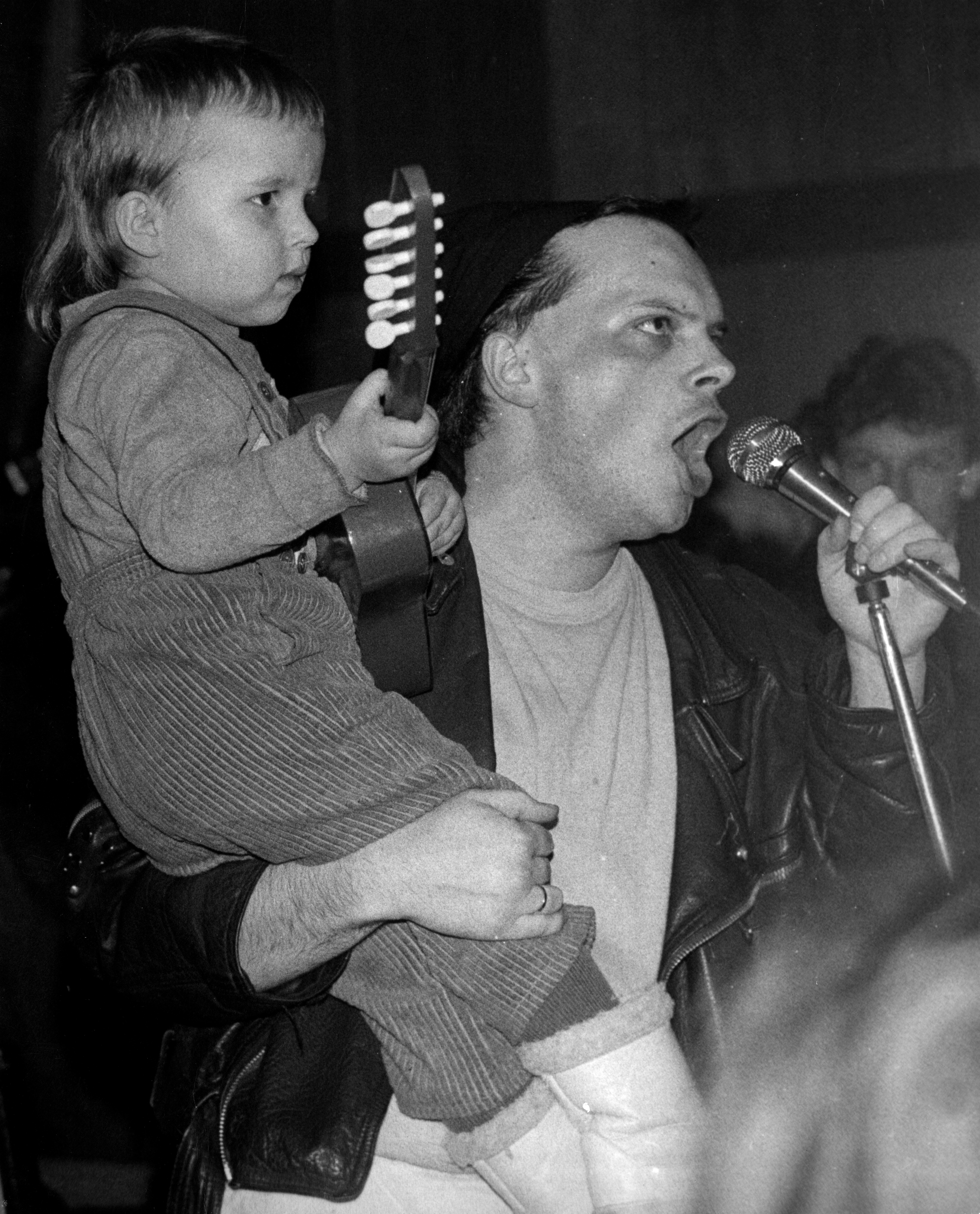
Krzysztof Skiba (1988)

W latach 1987–1990 był liderem łódzkiej Galerii Działań Maniakalnych zwanej Pomarańczową Alternatywą Łódź, organizatorem i pomysłodawcą licznych happeningów ulicznych ośmieszających władze i propagandę PRL. Był wielokrotnie zatrzymywany przez SB. 1 czerwca 1988 został zatrzymany w Łodzi wraz z Tomaszem Gadułą i Dorotą Wysocką na kiosku Ruch przy Domu Handlowym „Magda” podczas happeningu Niezależne obchody Dnia Dziecka, po czym skazany na grzywnę 30 tys. zł przez Kolegium ds. Wykroczeń przy Sądzie Rejonowym w Łodzi. 7 listopada 1988 w rocznicę wybuchu Rewolucji Październikowej został zatrzymany przez milicję i pobity wraz z 17 innymi osobami podczas happeningu Galopująca inflacja, który odbywał się na ulicy Piotrkowskiej. Następnego dnia przedstawiciele GDM wydali oświadczenie, w którym wskazali, że „skończyły się wreszcie kłopoty gospodarcze Polski, bowiem milicja (...) zatrzymała galopującą inflację”. Happening ten przeszedł do legendy i był jednym z zadań maturalnych podczas testu z Wiedzy o Społeczeństwie w 2008.
Studiował kulturoznawstwo na Wydziale Filologicznym Uniwersytetu Łódzkiego (Katedra Teorii Literatury, Teatru i Filmu). W trakcie studiów udzielał się w improwizowanym kabarecie „Błękitne Lampiony”, który założył z Piotrem Trzaskalskim, ponadto występował w Teatrze Pstrąg – Grupie’80. Oprócz tego pracował jako sprzątacz w akademiku. W 1989 uzyskał tytuł magistra, broniąc pracy dyplomowej na temat Pomarańczowej Alternatywy.
W 1988 został członkiem zespołu Big Cyc, w którym śpiewa i w początkowym okresie istnienia zespołu odpowiadał za teksty piosenek. Równolegle z działalnością muzyczną publikował swe felietony i opowiadania m.in. w „Tygodniku Literackim”, kwartalniku literackim „brulion”, „Gazecie Wyborczej” (felietony ukazywały się w ogólnopolskim dodatku „13. kolumna”, pisał też artykuły dla gdyńskiego wydania dziennika), miesięcznikach: „CKM”, „Playboy”, „Dlaczego”, „Luz” i „Hustler” oraz biuletynie Stowarzyszenia Nigdy Więcej, od którego otrzymał nagrodę „Antyfaszysta Roku” za swoje artykuły. Współpracownik redakcji magazynu „Nigdy Więcej”.
W latach 1992–1999 razem z Pawłem „Konjo” Konnakiem występował w programie Lalamido, czyli porykiwania szarpidrutów, w którym prowadził cykl „Wykłady profesora Skiby”. W 1998 wydał debiutancki, solowy album studyjny pt. Wąchole. Płytę promował m.in. utworem „Stop podatki”, w którym gościnnie zarapował Janusz Korwin-Mikke. W lutym 1999 po gali rozdania nagród stacji radiowych „Play-Box” w katowickim Spodku obnażył pośladki w kierunku obecnego na uroczystości ówczesnego premiera Jerzego Buzka, który urażony opuścił wydarzenie. Po zajściu Skiba tłumaczył swoje zachowanie na różne sposoby, zmieniając argumentację. Za to właśnie, a nie za samo obnażenie, otrzymał antywyróżnienie Czarnego Machinera od czasopisma „Machina”. Ponadto za sceniczny incydent został ukarany grzywną w wysokości 1,2 tys. zł przez Kolegium ds. Wykroczeń przy Sądzie Rejonowym w Katowicach.
Od 1994 organizuje Biesiadę Felietonistów, coroczny plebiscyt, w którym publicyści i dziennikarze przyznają antynagrody w kilkunastu kategoriach. W 2002 został stałym felietonistą tygodnika „Wprost”; na temat jego tekstów napisano trzy prace magisterskie, a w 2005 wydawnictwo Zysk i S-ka wydało zbiór opublikowanych felietonów Skiby pt. Skibą w mur.
W 2003 wydał drugi, solowy album studyjny pt. Skiba dla dorosłych. W 2006 czytał swoje felietony w audycji Cztery pory roku w radiowej Jedynce, a także współprowadził program Polsatu Oko na miasto. 3 marca 2007 poprowadził koszykarski Mecz Gwiazd we Wrocławiu. W 2007 prezentował swoje felietony w ramach cyklu Obserwator na antenie Radia Wawa. Od października 2007 z Beatą Pawlikowską prowadził program TVP2 Podróże z żartem, a od listopada 2007 współprowadził program Tele 5 Upiorny wieczór, czyli Skibomagiel oraz był gospodarzem programu TVP2 Mini szansa.
9 marca 2009 gościł w programie Teraz my!, w którym premierowo zaprezentował utwór „Izabel”, który napisał z myślą o Kazimierzu Marcinkiewiczu i jego ówczesnej partnerce życiowej, Izabeli Olchowicz. W maju wystąpił w kampanii reklamowej tygodnika „Wprost Light” pod hasłem A jakie jest Twoje drugie oblicze?. W czerwcu 2010 ukazał się utwór Big Cyca „Warto rozmawiać”, w którym muzycy zarzucili Janowi Pospieszalskiemu wspieranie tzw. moherowych beretów i Tadeusza Rydzyka. Po premierze piosenki Skiba publicznie zarzucił dziennikarzowi bycie „gwiazdorem ideologicznego zacietrzewienia”, który „wyróżnia się brakiem obiektywizmu i naginaniem prawdy pod swoją z góry ustawioną tezę”, dodając, że „jego programy mają charakter propagandowy i często posługują się manipulacją”.
W latach 2012–2013 prowadził we wtorki poranną audycję w Radiu Gdańsk Skiba z masłem. W 2013 zakończył współpracę z „Wprost”. W tym czasie współprowadził z Krzysztofem Pieczyńskim program Studio wyborcze w RMF FM, a w Antyradiu przedstawiał Opowiadania podwodne. W listopadzie 2013, wspólnie z Pawłem „Konjem” Konnakiem został odznaczony Krzyżem Wolności i Solidarności za walkę z systemem komunistycznym w czasach PRL. W 2014 wydał minialbum pt. Piosenki Zembate, który nagrał m.in. z Markiem Piekarczykiem i Jarosławem Janiszewskim ku pamięci Macieja Zembatego.
Od kwietnia do listopada 2016 prowadził wraz z Krzysztofem Feusettem wtorkowe wydanie programu W tyle wizji emitowanego w TVP Info. Od 4 lipca 2016 do grudnia 2017 prowadził cykl krótkich felietonów SOS (Szyderczym Okiem Skiby) w AntyRadiu. W latach 2017–2018 publikował felietony w piśmie „Goniec Polski”, który ukazuje się w Londynie. W marcu 2019 został pozwany przez Telewizję Polską za publiczne sugerowanie, jakoby TVP przyczyniła się do morderstwa Pawła Adamowicza. Osobny pozew w sprawie złożył również dziennikarz Michał Rachoń. W grudniu 2019 Skiba został oczyszczony z zarzutów stawianych przez TVP, decyzję podtrzymał również sąd drugiej instancji.
W kadencji 2019–2023 zasiadał w Radzie Kultury Gdańskiej.
W listopadzie 2020 rozpoczął współpracę z internetową rozgłośnią Halo.Radio, która co piątek do lutego 2021 publikowała kilkuminutowe felietony Skiby. Od lipca do grudnia 2022 współprowadził poranny magazyn rozrywkowo-informacyjny Poranny rogal na antenie Zoom TV.

## Życie prywatne
Jego ojciec był marynarzem na stanowisku ochmistrza, matka była architektem w Biurze Projektów Kolejowych BPK Gdańsk. Dorastał ze starszą siostrą, Małgorzatą.
| 4. Franciszek Skiba  |  |                     |  |  |                    |
|                      |  | 2. Franciszek Skiba |  |  |                    |
| 5. Józefa Skiba      |  |                     |  |  |                    |
|                      |  |                     |  |  | 1. Krzysztof Skiba |
| 6. Klemens Kuziemski |  |                     |  |  |                    |
|                      |  | 3. Albina Skiba     |  |  |                    |
| 7. Joanna Kuziemska  |  |                     |  |  |                    |
|                      |  |                     |  |  |                    |

Do marca 2023 był żonaty z Renatą, lektorką łaciny i greki na Uniwersytecie Gdańskim. Mają dwóch synów, Tymoteusza (ur. 1987) i Tytusa (ur. 1997), który występuje w punkowym zespole Danziger. W sierpniu 2023 w Łodzi poślubił Karolinę Kempińską.

## Publikacje
- Skibą w mur (2005) – zbiór felietonów z tygodnika „Wprost”
- Opowiadania podwodne (2009) – zbiór opowiadań satyrycznych
- Artyści wariaci, anarchiści – opowieść o gdańskiej alternatywie (2010–2011) – książka, napisana wspólnie z Pawłem Konnakiem oraz Jarosławem Janiszewskim, dokumentująca niezależne wydarzenia artystyczne z lat 80. m.in. historie punk rocka, Pomarańczowej Alternatywy, Ruchu Społeczeństwa Alternatywnego oraz Tot-Artu[71].
- Komisariat naszym domem. Pomarańczowa historia (2014) – monografia happeningów z czasów PRL, organizowanych przez Galerię Działań Maniakalnych, w Łodzi w latach 80. XX wieku[72].
- Skiba. Ciągle na wolności. Autobiografia łobuza (2018) (współaut. Jakub Jabłonka, Paweł Łęczuk) – autobiografia[73].

- Polska bez gaci (2021) – zbiór felietonów[74].

- Kobiety są naiwne (2024) –  zbiór opowiadań [75].

## Filmografia
Aktor
- O dwóch takich, co nic nie ukradli (1999) jako sierżant Stanik
- Segment ’76 (2002) jako milicjant
- Król przedmieścia (2002) jako menadżer Andrew Żołądź
- Polskie gówno (2014) jako menadżer Prucnal

Gościnnie
- Co dzień bliżej nieba (1983) jako uczeń na lekcji geografii
- Republika Ostrowska (1985)
- Świat według Kiepskich (1999–2006) w różnych rolach
- Szpital na perypetiach (2001–2003) jako Marian G.

Dubbing
- 7 krasnoludków: Las to za mało – historia jeszcze prawdziwsza (2007) – Pumpernikiel
- Fallout 3 (2008) – Three Dog

Filmy dokumentalne
- Beats of Freedom – Zew wolności (2009, reżyseria: Leszek Gnoiński, Wojciech Słota)
- Krzysztof Skiba. Byłem figurantem SB (film w dwóch częściach). Produkcja Discovery Historia/TVN Historia, 2009, reżyseria Marcin Więcław
- Wydział Śledczy IPN Jarocin. Discovery Historia, 2011, reżyseria Marcin Więcław
- Jarocin. Po co wolność (2016, film dokumentalny, reżyseria: Leszek Gnoiński, Marek Gajczak)[76]

## Nagrody
- 2008: Nagroda Prezydenta Miasta Gdańska w Dziedzinie Kultury z okazji jubileuszu 20-lecia pracy artystycznej[77]